# Rosenlundsparken

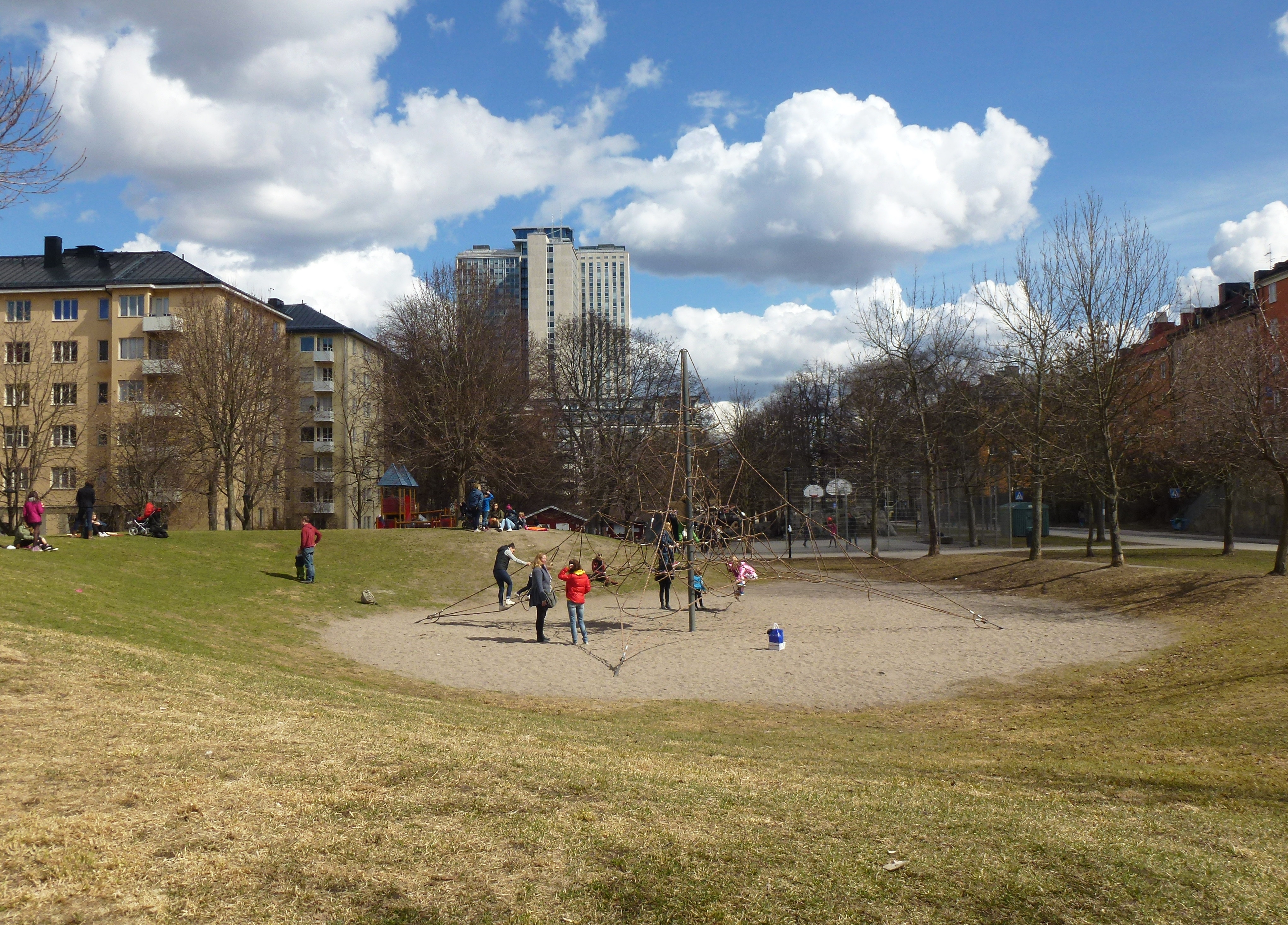
Parkens mellersta del i april 2013.

Rosenlundsparken är en park på Södermalm i Stockholm. Parken som även kallas "Skånegläntan" började anläggas på 1930-talet och avslutades först i början av 1970-talet. För upprustningen som genomfördes 2007 tilldelades parkdelen "Stranden" Sienapriset 2008.

## Historik

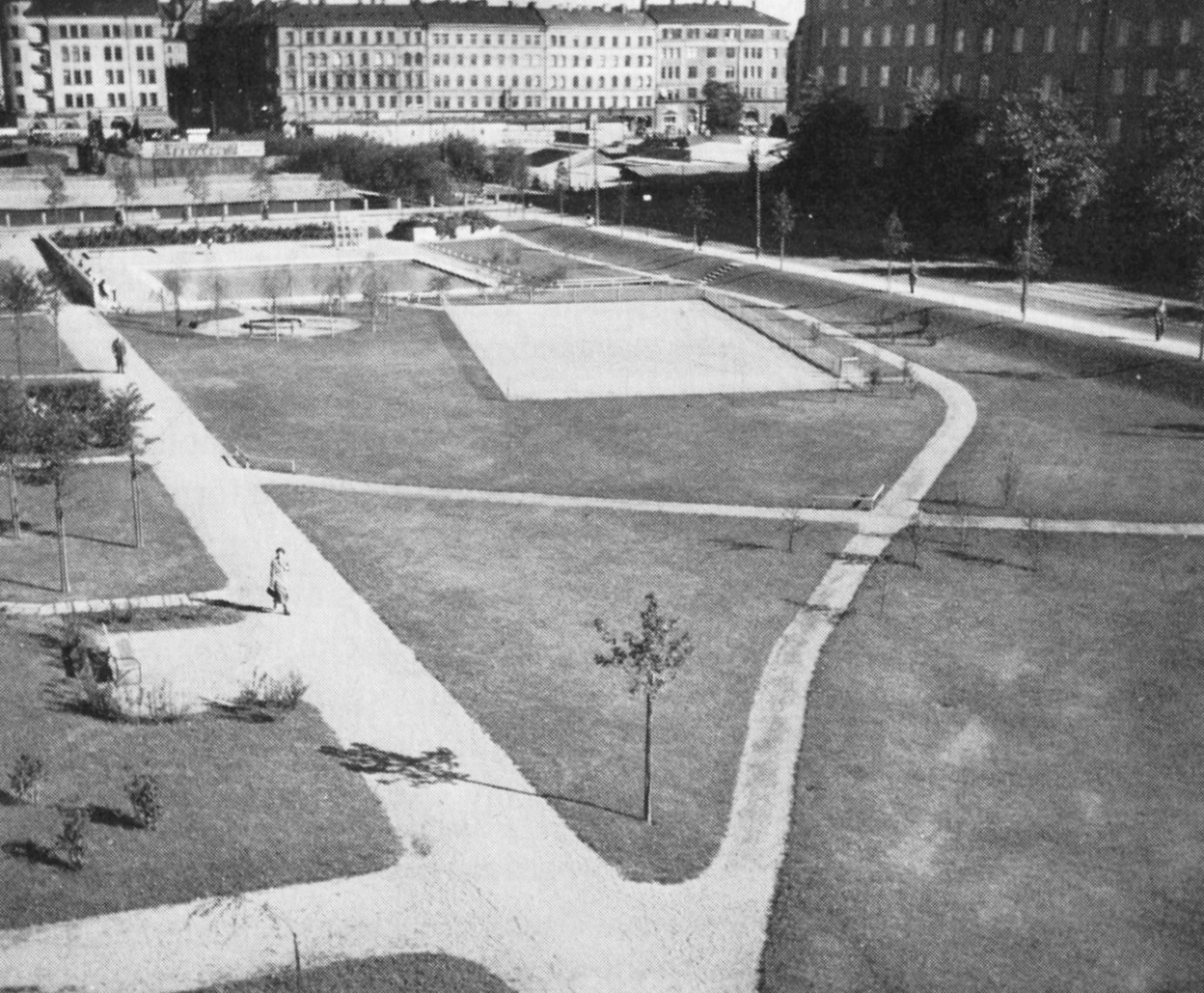
Rosenlundsparkens östra del, 1939.

Rosenlundsparken började anläggas 1937 som ett av Stockholms parkstråk och skulle bli en del av ett öst-västligt parkbälte mellan parken Vita bergen och Tantolunden. Den tidigare Skåneparken utökades och plaskdamm, lekplatser samt bollplan ordnades i de östra delarna. Ytterligare lekplatser och en friluftsteater för barn anlades i de västra delarna.
Gestaltningen följde den så kallade Stockholmsstilen, en parkarkitektur som praktiserades i Stockholm sedan slutet av 1930-talet. Inom utökningsområdet för parken låg även Södermalms sopstation med stall för stadens renhållningshästar. Den sista arbetshästen gick i pension först 1953. I nuvarande parkens västligaste del (dåvarande kvarteren Stativet och Tumstocken)  uppfördes 1917 nödbostäder efter ritningar av Gunnar Asplund. Området revs 1965 och 1968 byggdes med bostadshus och Rosenlundsparken. År 1970 hade parken fått hela sin sträckning från Götgatan i öst till Ringvägen i väst, i höjd med Södersjukhuset.

## Upprustning
Under år 2007 genomfördes en omfattande upprustning och omgestaltning av Rosenlundsparkens östra del. Då skapades ”Stranden” gestaltad av Bernstrand & Co som en öppen plats med lekfullt utformade solstolar och parasoller som permanenta parkmöbler. ”Stranden” är Rosenlundsparkens nya entré från Götgatan, och den tilldelades Sienapriset 2008. Beställare var Exploateringskontoret i Stockholm.

## Bostadsbebyggelse
År 2012 planerades bostadsbebyggelse i Rosenlundsparkens norra kuperade del. Enligt planerna skulle cirka 225 lägenheter byggas, varav 130 lägenheter skulle bli hyresrätter. Byggstarten hade försenats på grund av att de boende i maj 2014 överklagade kommunstyrelsens beslut, en överklagan som avslogs av Länsstyrelsen. Efter att de boende överklagat på nytt i juni samma år gav mark och miljödomstolen Länsstyrelsen rätt i december 2014 vilket betydde att området skulle bebyggas. Området stod färdigt i november 2021.

## Bilder

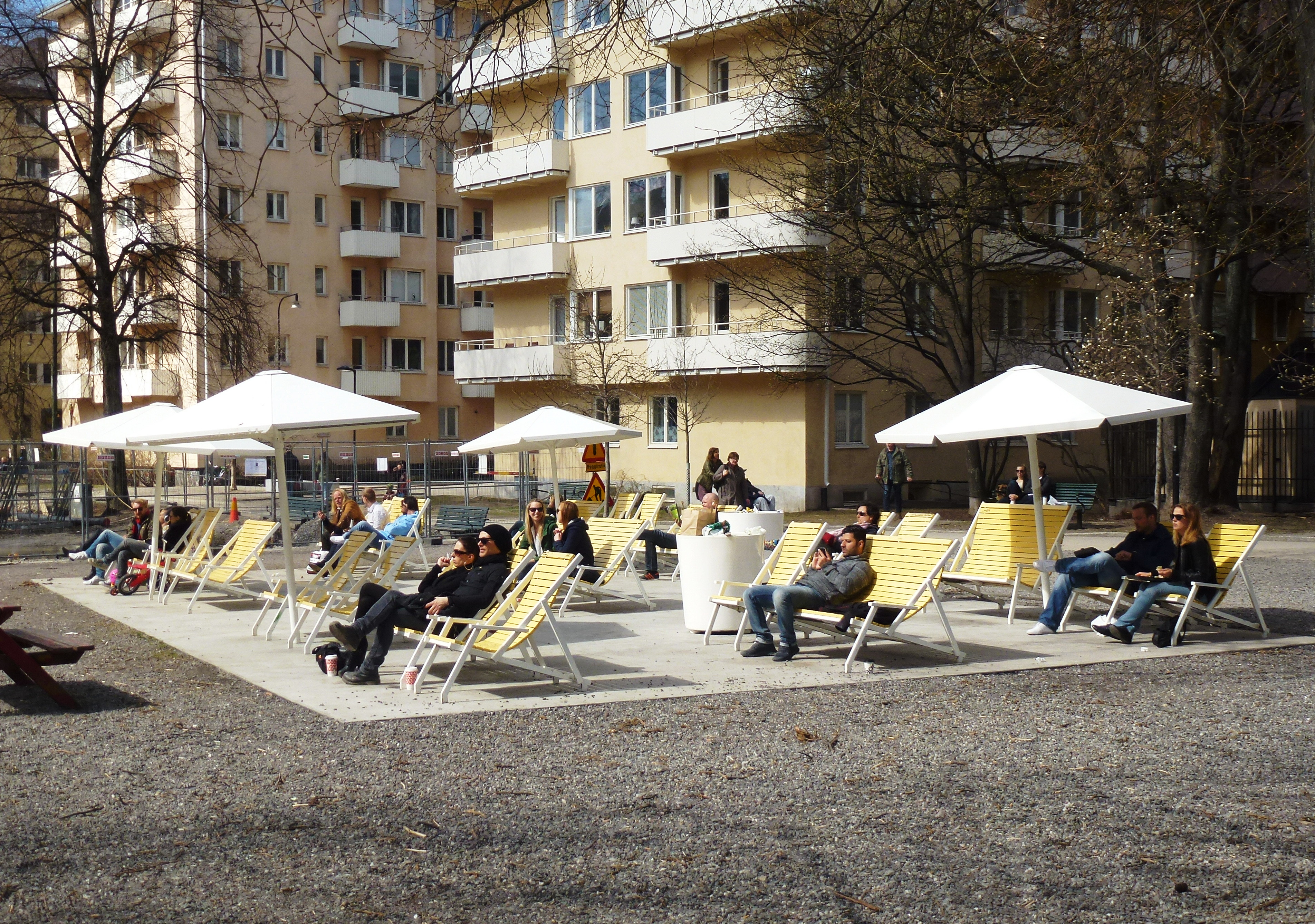
"Stranden".
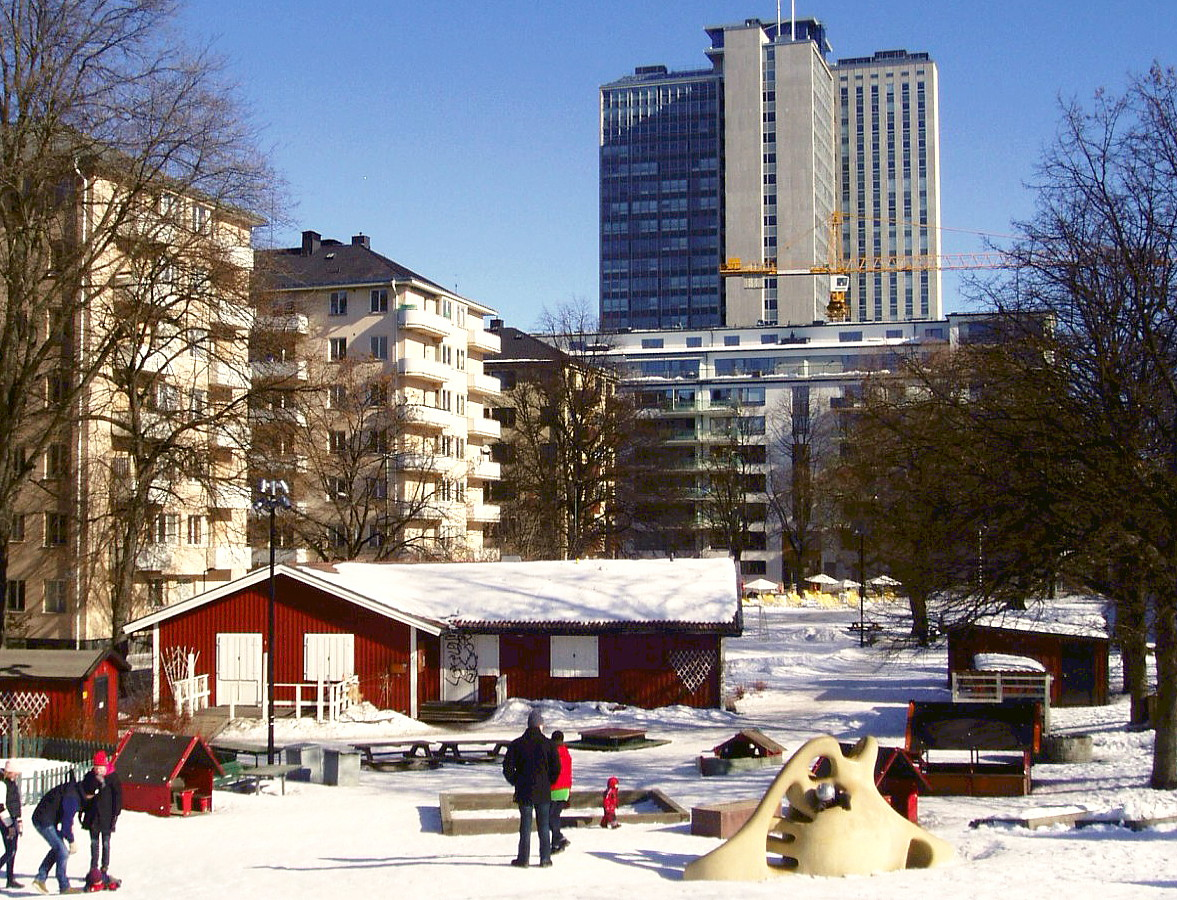
Rosenlundsparken, vy mot Skatteskrapan 2010.
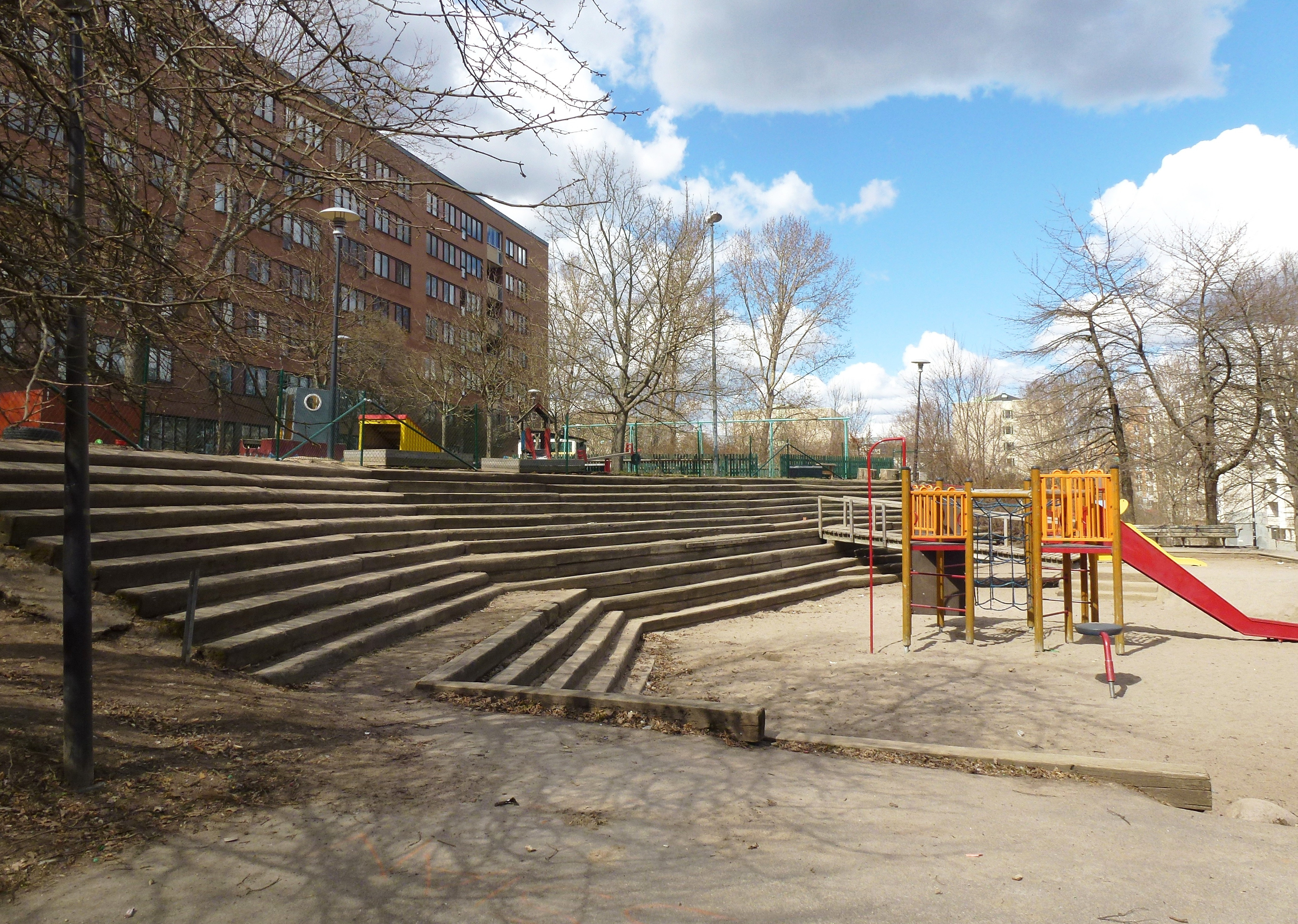
Friluftsteater för barn.
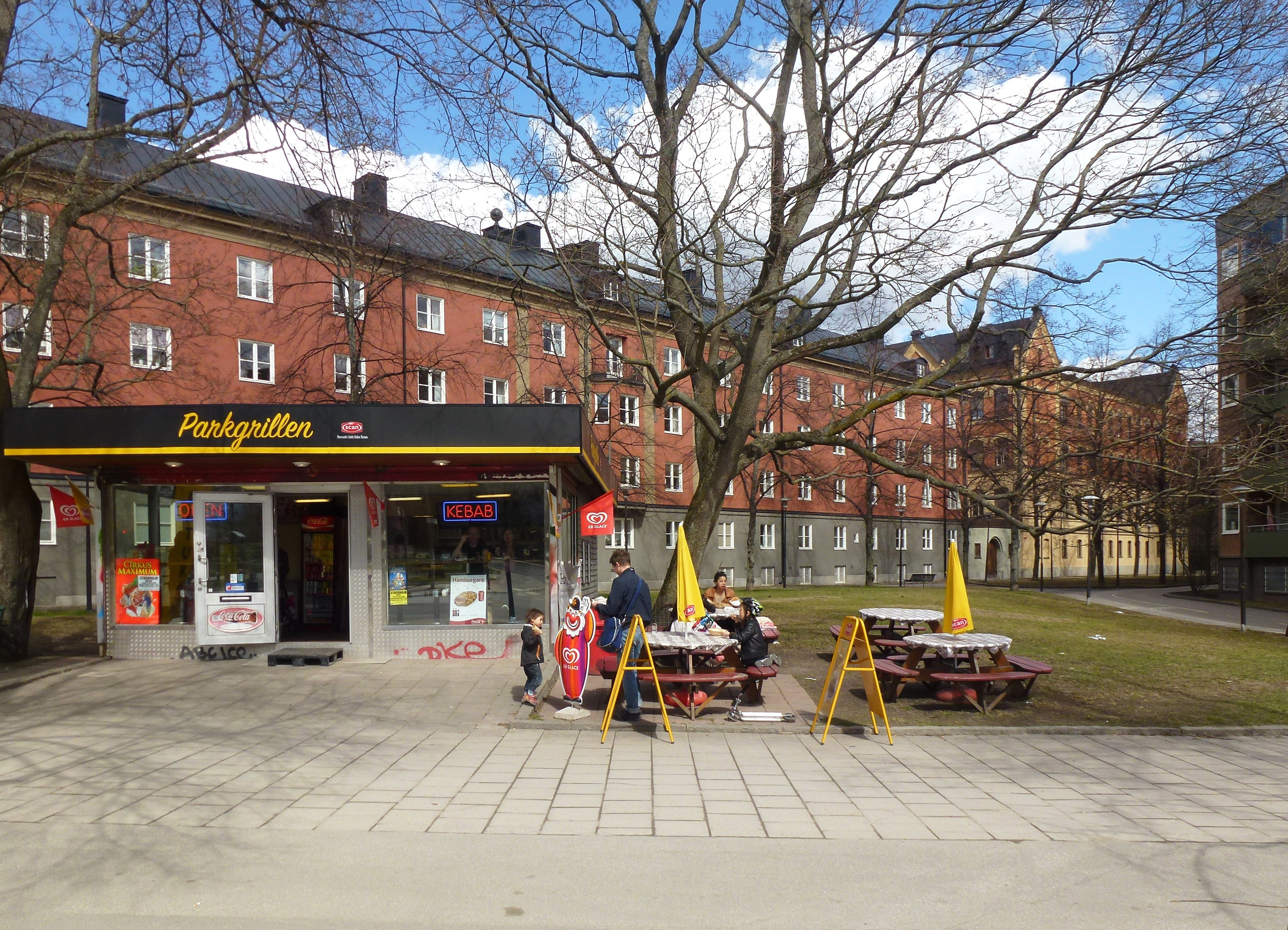
Parken vid Ringvägen.